# 2017年三對三世界盃籃球賽
2017年三對三世界盃籃球賽是第4屆三對三世界盃籃球賽，於6月17日至21日在法國南特舉行。分男女子組賽事，共有40支隊伍參賽，男女各20支。

## 參賽隊伍

### 男子
| A組 - 塞爾維亞 - 俄羅斯 - 安道尔 - 埃及 - 波多黎各 | B組 - 斯洛維尼亞 - 羅馬尼亞 - 法國 - 薩爾瓦多 - 菲律賓 | C組 - 波蘭 - 乌克兰 - 爱沙尼亚 - 斯里蘭卡 | D組 - 美国 - 荷蘭 - 新西兰 - 印度尼西亞 |

### 女子
| A組 - 匈牙利 - 俄羅斯 - 德国 | B組 - 法國 - 瑞士 - 西班牙 - 委內瑞拉 | C組 - 荷蘭 - 乌克兰 - 中國 - 日本 | D組 - 義大利 - 捷克 - 阿根廷 - 巴林 - 喀麦隆 |

## 外部連結
- Official website（页面存档备份，存于）